# Ácido 3-(3-hidroxifenil)propiônico
Ácido 3-(3-hidroxifenil)propiônico (português brasileiro) ou ácido 3-(3-hidroxifenil)propiónico (português europeu) (3HPP) é o ácido fenólico  de fórmula química C9H10O3, massa molecular 166,17. É classificado com o número CAS 621-54-5, CBNumber CB2401395. Apresenta ponto de fusão de 111 °C.
A bactéria  Rhodococcus globerulus PWD1, isolada de um local poluído nos Países Baixos, é capaz de degradar um grande número de compostos aromáticos, inclusive o 3HPP e o ácido 3-hidroxifenilacético (3HPA).